# ستيفانو بالميري
ستيفانو بالميري هو سياسي من سان مارينو، شغل منصب الحاكم مع فرانشيسكو موسوني للفترة 1 أكتوبر 2009 - 1 أبريل 2010 وكذلك للفترة 1 أبريل 2018 - 1 أكتوبر 2018 مع ماتيو تشاتشي.